# Khalia Lanier
Khalia Imani Lanier (ur. 19 września 1998 w Scottsdale) – amerykańska siatkarka, reprezentantka Stanów Zjednoczonych, grająca na pozycji przyjmującej.
W latach 2016–2020 na Uniwersytecie Południowej Kalifornii ukończyła studia na kierunku biologia człowieka.
Jej ojcem był koszykarz Bob Lanier, który był gwiazdą koszykówki NBA. Grał m.in. w klubach Detroit Pistons i Milwaukee Bucks. Umarł w wieku 73 lat 10 maja 2022 roku na raka pęcherza.
Ma troje rodzeństwa, dwóch braci o imieniu Ravance i Kamal oraz siostrę Kahori.

## Sukcesy klubowe
Superpuchar Włoch:
- 2023[10], 2024[11]

Puchar Włoch:
- 2024[12], 2025[13]

Mistrzostwo Włoch:
- 2024[14], 2025[15]

Liga Mistrzyń:
- 2024[16], 2025[17]

Klubowe Mistrzostwa Świata:
- 2024[18]

## Sukcesy reprezentacyjne
Mistrzostwa Świata Kadetek:
- 2015[19]

Puchar Panamerykański Juniorek:
- 2017[20]

## Statystyki zawodniczki

### Liga Narodów 2023[3]
- SPZ – strata punktu z zagrywki
- SPA – strata punktu z ataku
- ZPA – zdobyty punkt bezpośrednio atakiem

| Statystyki zawodniczki | Statystyki zawodniczki | Statystyki zawodniczki | Statystyki zawodniczki | Statystyki zawodniczki | Statystyki zawodniczki | Statystyki zawodniczki | Statystyki zawodniczki | Statystyki zawodniczki | Statystyki zawodniczki | Statystyki zawodniczki | Statystyki zawodniczki | Statystyki zawodniczki |
| Rozegrane mecze        | Rozegrane mecze        | Rozegrane mecze        | Roz. sety              | PUNKTY                 | ZAGRYWKA               | ZAGRYWKA               | ZAGRYWKA               | ATAK                   | ATAK                   | ATAK                   | ATAK                   | BLOK                   |
| Runda                  | Wynik                  | Przeciwnik             | Roz. sety              | Suma                   | Suma                   | SPZ                    | AS                     | Suma                   | SPA                    | ZPA                    | %perf                  | BLOK                   |
| ---------------------- | ---------------------- | ---------------------- | ---------------------- | ---------------------- | ---------------------- | ---------------------- | ---------------------- | ---------------------- | ---------------------- | ---------------------- | ---------------------- | ---------------------- |
| Grupa 1                | 3:2                    | Serbia                 | 5                      | 16                     | 19                     | 2                      | 2                      | 34                     | 5                      | 13                     | 38%                    | 1                      |
| Grupa 1                | 3:2                    | Włochy                 | 5                      | 16                     | 15                     | 2                      | 1                      | 30                     | 2                      | 13                     | 43%                    | 2                      |
| Grupa 1                | 3:0                    | Korea Południowa       | Nie grała              | Nie grała              | Nie grała              | Nie grała              | Nie grała              | Nie grała              | Nie grała              | Nie grała              | Nie grała              | Nie grała              |
| Grupa 1                | 3:2                    | Turcja                 | 5                      | 12                     | 15                     | 2                      | 0                      | 37                     | 8                      | 11                     | 30%                    | 1                      |
| Grupa 4                | 3:1                    | Chorwacja              | 4                      | 13                     | 16                     | 4                      | 0                      | 32                     | 4                      | 12                     | 37%                    | 1                      |
| Grupa 4                | 3:0                    | Tajlandia              | Nie grała              | Nie grała              | Nie grała              | Nie grała              | Nie grała              | Nie grała              | Nie grała              | Nie grała              | Nie grała              | Nie grała              |
| Grupa 4                | 2:3                    | Japonia                | 5                      | 20                     | 15                     | 0                      | 2                      | 33                     | 3                      | 15                     | 45%                    | 3                      |
| Grupa 4                | 3:0                    | Brazylia               | 3                      | 12                     | 8                      | 0                      | 0                      | 22                     | 1                      | 12                     | 54%                    | 0                      |
| Grupa 5                |                        | Polska                 |                        |                        |                        |                        |                        |                        |                        |                        |                        |                        |
| Grupa 5                | Bułgaria               |                        |                        |                        |                        |                        |                        |                        |                        |                        |                        |                        |
| Grupa 5                | Niemcy                 |                        |                        |                        |                        |                        |                        |                        |                        |                        |                        |                        |
| Grupa 5                | Chiny                  |                        |                        |                        |                        |                        |                        |                        |                        |                        |                        |                        |
| Razem                  | Razem                  | 6                      | 27                     | 89                     | 88                     | 10                     | 5                      | 188                    | 23                     | 76                     | 40%                    | 8                      |